# Arrest Belgische Verbruikersunie Test-Aankoop
Het arrest Belgische Verbruikersunie Test-Aankoop(of korter: Test-Aankoop/Ministerraad resp. Test-Achats/Ministerraad) is een belangrijke uitspraak van het Europees Hof van Justitie (Grote kamer) van 1 maart 2011 (zaak 236/09), inzake:
- gelijke behandeling van vrouwen en mannen;
- toepassing van dit beginsel op verzekeringspremies en -uitkeringen van individuele verzekerden;
- artikel 5, lid 2, van richtlijn 2004/113 is ongeldig na verloop van een passende overgangsperiode (van 21 maanden).

## Richtlijn
Richtlijn 2004/113/EG van de Raad van 13 december 2004 houdende toepassing van het beginsel van gelijke behandeling van mannen en vrouwen bij de toegang tot en het aanbod van goederen en diensten (PB L 373, 21-12-2004, blz. 0037-0043)
Artikel 5 van deze richtlijn, met als titel „Actuariële factoren”, bepaalt:
1. De lidstaten zorgen ervoor dat, in alle nieuwe contracten die na 21 december 2007 worden gesloten, het gebruik van sekse als een factor bij de berekening van premies en uitkeringen in het kader van verzekeringsdiensten en aanverwante financiële diensten niet resulteert in verschillen in de premies en uitkeringen van individuele personen.
2. Niettegenstaande lid 1, kunnen de lidstaten vóór 21 december 2007 besluiten proportionele verschillen in premies en uitkeringen voor individuele personen toe te staan in de gevallen waarin sekse een bepalende factor is bij de beoordeling van het risico op basis van relevante en nauwkeurige actuariële en statistische gegevens.
De betrokken lidstaten stellen de Commissie van hun besluit in kennis, en zorgen ervoor dat nauwkeurige gegevens die relevant zijn voor het gebruik van sekse als een bepalende actuariële factor worden verzameld en bekendgemaakt, en regelmatig worden geactualiseerd. Deze lidstaten toetsen hun besluit vijf jaar na 21 december 2007 en houden daarbij rekening met het in artikel [16] genoemde verslag van de Commissie. Zij doen het resultaat van de toetsing aan de Commissie toekomen.
3. Kosten die verband houden met zwangerschap en moederschap, mogen in geen geval tot verschillen in premies en uitkeringen voor individuele personen leiden.

## Casus en procesverloop
12. Verzoekers in het hoofdgeding hebben bij het Grondwettelijk Hof beroep ingesteld tot vernietiging van de wet van 21 december 2007, die richtlijn 2004/113 in Belgisch recht omzet.
13. Huns inziens is de wet van 21 december 2007, waarin gebruik wordt gemaakt van de bij artikel 5, lid 2, van richtlijn 2004/113 geboden mogelijkheid van uitzondering, onverenigbaar met het beginsel van gelijke behandeling van vrouwen en mannen.

Het Grondwettelijk Hof heeft het Hof van Justitie verzocht om een prejudiciële beslissing.

## Rechtsvraag
- Is artikel 5, lid 2, van genoemde richtlijn verenigbaar met het beginsel van gelijke behandeling van vrouwen en mannen? (Neen.)
- Zo nee: Ingangsdatum van ongeldigverklaring?

15. Met zijn eerste vraag wenst de verwijzende rechter in wezen te vernemen of artikel 5, lid 2, van richtlijn 2004/113 geldig is gelet op het beginsel van gelijke behandeling van vrouwen en mannen.

## Uitspraak Hof
[dictum] Artikel 5, lid 2, van richtlijn 2004/113/EG (...), is met ingang van 21 december 2012 ongeldig.

### Overgangsperiode
31. In deze omstandigheden bestaat het gevaar dat de uitzondering op de gelijke behandeling van vrouwen en mannen in de zin van artikel 5, lid 2, van richtlijn 2004/113 naar Unierecht onbeperkt toegestaan blijft.
32. Een dergelijke bepaling, die de betrokken lidstaten toestaat een uitzondering op de regel van unisekspremies en -uitkeringen zonder beperking in de tijd te handhaven, is in strijd met de verwezenlijking van het door richtlijn 2004/113 nagestreefde doel van gelijke behandeling van vrouwen en mannen en onverenigbaar met de artikelen 21 en 23 van het Handvest.
33. Bijgevolg moet deze bepaling ongeldig worden geacht bij het verstrijken van een passende overgangsperiode.

## Betekenis
Artikel 5, lid 2, is een uitzondering op artikel 5, lid 1. De lidstaten hebben tot 21 december 2012 de tijd om artikel 5, lid 1, in nationale wetgeving te implementeren zónder de uitzondering van lid 2. Daarna is deze uitzondering niet meer toegestaan in nationale wetgeving. Dan is het niet meer toegestaan dat bij verzekeringsproducten verschil wordt gemaakt tussen mannen en vrouwen wat betreft premies of uitkeringen. Dit is een grote verandering ten opzichte van de gangbare praktijk; bijvoorbeeld:
- lagere premies voor de autoverzekering van vrouwelijke chauffeurs (minder schade),
- hogere premies of lagere uitkeringen bij levensverzekeringen van vrouwen (worden gemiddeld ouder),
- lagere premies of hogere uitkeringen bij overlijdensrisicoverzekeringen van vrouwen.

In Nederland heeft het arrest geen gevolgen voor collectieve pensioenregelingen: daar gelden al langer gelijke premies en uitkeringen.

## Tot besluit
In het arrest Defrenne II (1976) achtte het Hof zichzelf bevoegd om de terugwerkende kracht van zijn prejudiciële uitleggingsarresten te beperken, gelet op dwingende overwegingen van rechtszekerheid in verband met de in geding zijnde openbare en particuliere belangen. Deze bevoegdheid is nu gebruikt om een overgangsperiode vast te stellen.